# Ковба Денис Юрійович
Денис Юрійович Ковба (біл. Дзяніс Юр'евіч Коўба, рос. Денис Юрьевич Ковба, 6 вересня 1979, Вітебськ — 18 листопада 2021) — білоруський футболіст, півзахисник.
Насамперед відомий виступами за клуб «Крила Рад» (Самара), а також національну збірну Білорусі.

## Клубна кар'єра
У дорослому футболі дебютував 1996 року виступами за «Локомотив» (Вітебськ), в якому провів один сезон, взявши участь у 29 матчах чемпіонату.
Протягом 1998–2000 років захищав кольори кіровоградської «Зірки». Після того, як команда за підсумками сезону 1999-00 зайняла останнє місце і вилетіла з Вищої ліги, покинув команду. Тренер Олександр Іщенко намагався допомогти опорнику з продовженням кар'єри і на початку 2000 року Ковба опинився на перегляді в київському «Динамо». Він потрапив до складу на Кубок чемпіонів співдружності, куди того року кияни відправили резервістів. Там Денис вийшов у старті на перший матч проти БАТЕ (0:0), але потім застудився і з команди вибув.
Влітку 2000 року зусиллями того ж Іщенка Ковба вирушив на перегляд до клубу «Крила Рад» (Самара), з яким незабаром підписав контракт. Відіграв за самарську команду наступні дев'ять сезонів своєї ігрової кар'єри. Особливо успішним став 2004 рік, коли команда дійшла до фіналу Кубка Росії та взяла бронзові медалі чемпіонату, кваліфікувавшись до Кубку УЄФА. Більшість часу, проведеного у складі самарських «Крил Рад», був основним гравцем команди, ставши абсолютним рекордсменом команди за кількістю ігор в національному чемпіонаті. Всього Ковба зіграв 216 матчів за «Крила Рад» в чемпіонатах Росії, 31 матч в кубку Росії і 7 матчів в єврокубках.
29 липня 2009 року Ковба перейшов в празьку «Спарту», з якою став чемпіоном Чехії. Проте вже 10 червня 2011 року Денис повернувся у «Крила Рад», підписавши півторарічний контракт з самарської командою. 20 грудня 2011 року залишив «Крила Рад» у зв'язку із закінченням контакту.
До складу «Олександрії» приєднався в лютому 2012 року на правах вільного агента, послідувавши прикладу своїх одноклубників Дімітара Макрієва та Віктора Гєнєва, які перебрались до України трохи раніше. Проте у кінці сезону команда вилетіла з Прем'єр-ліги і Ковба покинув клуб, встигши відіграти за олександрійську команду лише шість матчів в національному чемпіонаті.
Влітку 2012 року підписав контракт з «Хімками», проте виходив на поле вкрай рідко і в кінці року контракт було розірвано. Взимку футболіст потрапив у серйозне ДТП, в результаті якої футболісту видалили селезінку, після чого він вирішив завершити ігрову кар'єру.
2021 року Ковба відновив кар'єру футболіста і грав за команду «Городокські леви» зі східно-вітебської зони Другої ліги Білорусі, зігравши у десяти іграх.

## Виступи за збірну
17 травня 2002 року дебютував в офіційних матчах у складі національної збірної Білорусі і в першій же грі забив вирішальний післяматчевий пенальті на товариському турнірі у Москві, де у півфіналі Білорусь грала з Росією (1:1 у основний час, 5:4 пен). За два дні Білорусь з Ковбою у фіналі виграла 2:0 в України і здобула золоті нагороди. Всього за п'ять років провів у формі головної команди країни 36 матчів, забивши 2 голи.

## Тренерська кар'єра
У 2013 році приступив до роботи в клубному центрі підготовки футболістів «Крил Рад» (Самара) як тренер-селекціонер. 2017 року білорус покинув клуб, заявивши, що до його керівництва прийшли «бізнесмени, яким на футбол плювати». Восени 2017 року було оголошено про відкриття приватних тренувань дітей у Мінську від Ковби та давнього товариша Булиги, але в активному стані проект протримався лише близько місяця
У січні 2018 року увійшов до тренерського штабу Сергія Ясинського у «Вітебську». У січні 2020 року перейшов на посаду головного тренера резервної команди вітебського клубу. У липні 2021 року покинув «Вітебськ»
У листопаді 2021 року було госпіталізовано до московської інфекційної лікарні № 2 з діагнозом COVID-19. Помер 18 листопада 2021 року у віці 42 років від ускладнень під час коронавірусу. Матч «Крил Рад» у 15-му турі РПЛ розпочався з хвилини мовчання на згадку про Ковбу.

## Титули і досягнення
- Чемпіон Чехії (1):

«Спарта» (Прага): 2009-10

## Особисте життя
Його батько, Юрій Ковба, також був футболістом.
Був одружений з моделлю і художницею Надією Ковбою з Самари. 15 листопада 2007 року в Самарі у них народився син Платон, а 3 серпня 2010 року у пари народився другий син Захар.